# Бутін Андрій Володимирович
Андрій Володимирович Бутін (рос. Андрей Владимирович Бутин; 15 жовтня 1963, Загорськ, СРСР) — російський актор. Закінчив Театральний інститут імені Бориса Щукіна у 1991 році.

## Телебачення
- Моя прекрасна нянька (2004—2008)
- Татусеві доньки (2007—2012)